# Rákász Gergely
Rákász Gergely (Győr, 1977. december 23. –) orgonaművész. Rákász Dániel musicalszínész testvére.

## Élete
Édesapja villamosmérnök, aki kántorként is működik. Tőle és hegedülő édesanyjától tanulta a zene alapjait.
15 évesen adta első koncertjét az ország legfiatalabb koncertorgonistájaként. 2005-ig az Egyesült Államokban tanult és koncertezett. 2015-ig több mint 1000 fellépése volt Európa és Amerika nagyvárosaiban. Egyedi látásmódja fiatalossá teszi a komolyzenét. Látványkoncertjeivel új műfajt teremtett,  melyben képzőművészet, tánc, és színészi játék segítségével tízezrekhez közelítette a műfajt és a hangszert is. Egy koncert kékben című műsorát közel 30 000-en tekintették meg szerte Európában. Bachalley projektjében a világon először a művészi paletta talán két legtávolabbi végét kötötte össze, Bach fúgáit és a Street Dance-t. VíziZene című produkciója a Dunán, a Rajnán és a Szajnán minden évben kultúrakedvelő utazók úti célja. Játszott a dán koronahercegnőnek, Magyarország miniszterelnökének és a WHO-nak. Jótékonysági tevékenységeiben közönségével együtt számos nemes célt támogat. A koncertjein nem csak a játékával, de a zenetörténetből vett érdekes háttértörténetekkel is rabul ejti a közönséget. 
Iskolaprogramja keretében több mint 100 magyar iskolában szólaltak meg koncertjei. Közel 50 000 diák ismerkedett meg általa a klasszikus orgonazenével. Tíz szólóalbuma jelent meg. Szülővárosa, Győr kulturális nagykövete, templomos lovag.